# System der zentralen Orte

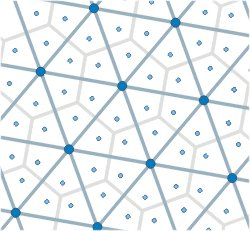
Schematische Darstellung der zentralen Orte mit verbindenden Achsen in einem homogenen Raum

Das System zentraler Orte ist eine Theorie der Raumforschung sowie ein normatives Konzept der Raumordnung, welches Orte nach der Bedeutung, die sie als zentraler Ort (Hauptort) für das Umland spielen, in unterschiedliche Klassen einteilt.

## Geschichte und Inhalt der Theorie
Die Theorie eines Systems zentraler Orte wurde in den 1930er Jahren von dem deutschen Geographen Walter Christaller (1893–1969) entwickelt. In seinem analytischen Modell entwickelt sich in idealtypischen, homogenen Räumen eine Struktur zentraler Orte auf unterschiedlichen Hierarchiestufen. Die zentralen Orte höherer Hierarchiestufe (z. B. größere Städte) weisen dabei Ausstattungsmerkmale auf, die den zentralen Orten niedrigerer Hierarchiestufe fehlen (z. B. bestimmte Verwaltungs- und Dienstleistungsfunktionen). Ein zentraler Ort weist damit einen Bedeutungsüberschuss für das ihn umgebende Ergänzungsgebiet auf. Christaller bestimmte die Zentralität oder den Bedeutungsüberschuss eines Ortes als das Verhältnis zwischen den Diensten, die insgesamt bereitgestellt werden (für den Ort und sein Ergänzungsgebiet) und den Diensten, die nur für die Bewohner des zentralen Ortes selbst benötigt werden. Die Differenz der beiden Werte wird als Bedeutungsüberschuss bezeichnet. Je höher die Zentralität eines Ortes, desto größer ist die Anzahl von Dienstleistungen je Bewohner.

## Theorie nach Christaller
Die Theorie der zentralen Orte entwickelt Christaller erstmals in seinem Hauptwerk, dem 1933 erschienenen Buch Die zentralen Orte in Süddeutschland. Christaller beschreibt drei verschiedene vorfindliche Ordnungsprinzipien von Orten im Raum, welche er mit Versorgungs-, Verkehrs- sowie Verwaltungsprinzip beschreibt, und die sich in unterschiedlichen Räumen je nach dominanten Wirkkräften jeweils unterschiedlich stark durchsetzen. Dem Versorgungsprinzip räumt er jedoch eine dominierende Stellung ein.

### Versorgungs- und Marktprinzip (K-3-System)

K-3-System

Für das Versorgungs- oder Marktprinzip legte Christaller deduktiv ermittelte Prämissen zugrunde:
- Weitgehende Homogenität der Räume bzw. Teilräume:
  - Produktion und Nachfrage sind in einer unbegrenzten Fläche weitgehend gleich
  - Produktionsfaktoren und die Bevölkerung sind annähernd gleichmäßig im Raum verteilt
  - Einkommen, Kaufkraft und Bedürfnisse aller Individuen sind gleich
  - Ungefähr gleichförmiges Verkehrsnetz in allen Richtungen
  - Die Transportkosten sind direkt proportional zur Entfernung
- Orientierung an ökonomischen Idealen:
  - Anbieter streben größtmöglichen Gewinn an
  - Nachfrager streben größtmöglichen Nutzen an („homo oeconomicus“)
  - Gleiche Informationsbasis (allwissend) bei allen Marktbeteiligten
  - Keine räumliche Spezialisierung der Anbieter
- Jedes zentrale Gut weist zwei Reichweiten auf:
  - Innere Reichweite: Unter einer Umsatzschwelle wird der marktbedingte Schwellenwert verstanden, unterhalb dessen ein Ort eine Ware nicht mehr liefern kann, also Nachfrage und Verkaufsvolumen zu gering sind, um einen ausreichenden Gewinn zu erzielen. Diese Schwelle stellt eine Untergrenze für die Angebotsseite dar.
  - Äußere Reichweite: Unter der Reichweite eines zentralen Gutes wird die Obergrenze seines Marktgebietes verstanden. Sie entspricht der Entfernung, außerhalb derer der zentrale Ort das Produkt nicht mehr verkaufen kann (die Konsumenten sind nicht bereit, noch längere Wege zurückzulegen). Diese Schwelle wirkt über die Nachfrageseite.

Damit der Markt von Angebot und Nachfrage funktioniert, muss die innere Reichweite kleiner sein als die äußere. Unter der theoretischen Annahme, dass die Verkehrsverbindungen in alle Richtungen gleich gut sind, sind obere und untere Reichweite kreisförmig abgegrenzt mit dem zentralen Ort im geometrischen Mittelpunkt.
Die äußeren Reichweiten benachbarter Orte überschneiden sich einerseits nicht, da Teile der Ergänzungsgebiete sonst mehrfach versorgt wären, wodurch die Versorgungseinrichtungen nicht auskömmlich betrieben werden könnten. Andererseits dürfen unversorgte Bereiche nicht auftreten. Es ergibt sich daher im Versorgungsprinzip laut Christaller eine Anordnung der zentralen Orte in einem regelmäßigen Dreiecksgitternetz mit hexagonalen Ergänzungsgebieten um jeden Ort, denn nur so lässt sich ein Gebiet lückenlos und ökonomisch möglichst rationell versorgen.

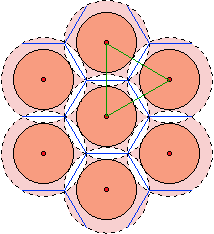
Anordnung zentraler Orte im Raum bezogen auf ein einzelnes zentrales Gut

Das Angebot von zentralen Gütern ist so nah wie möglich bei den zu versorgenden Orten (Dreiecksgitternetz). Die umliegenden sechs kleineren Zentren befinden sich hier an den Ecken eines Sechseckes und decken je ein Drittel ihres Bedarfs an höherwertigen Gütern oder Diensten in den drei umliegenden höheren Zentren. Das Versorgungsprinzip wird daher auch mit „k=3“ (nach der Zahl der durch einen Ort höherer Ordnung versorgten Nachbarorte niedriger Ordnung) bezeichnet, da 1+6×1/3=3. Ein zentraler Ort höherer Ordnung versorgt sich selbst und in der Summe zwei Nachbarorte niedrigerer Ordnung.
Christaller überprüfte seine Theorie in der Praxis mithilfe der Zahl und Verteilung der damals vorhandenen Telefonanschlüsse:
{\displaystyle ZI=nTel-N\times MiTel}
{\displaystyle ZI} … Zentralitätsindex
{\displaystyle nTel} … Zahl der Telefonanschlüsse
{\displaystyle N} … Einwohnerzahl
{\displaystyle MiTel} … Mittelwert der Zahl der Telefonanschlüsse je Einwohner im Ergänzungsgebiet
Er ermittelt so für Deutschland zehn Hierarchiestufen (von „hilfszentraler Ort“ bis „Reichshauptort“).

### Verkehrsprinzip (K-4-System)

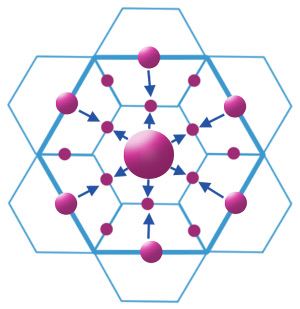
K-4-System

Die Notwendigkeit der möglichst ökonomischen Verkehrsanbindung – als alternativer Gliederungsansatz – steht beim Verkehrsprinzip im Mittelpunkt. Hier liegen die kleineren Orte an den Seiten der imaginären Sechsecke. So können sie mit den größeren Zentren in gerader Linie verbunden werden (siehe obere Abbildung). Das spart Geld beim Straßenbau und Zeit bei der Fahrt.
Der Einzugsbereich entspricht hier jeweils der Hälfte von sechs niedrigeren Zentren, daher „k=4“ (6×½+1=4).

### Verwaltungsprinzip (K-7-System)

K-7-System

In der Verwaltung besteht die Notwendigkeit, ganze Ortschaften jeweils ungeteilt einem Verwaltungsgebiet zuzuteilen. Das K-3- und K-4-System sind hier unbrauchbar, da kleinere Orte geteilt werden müssten bzw. mehreren höheren Ebenen (z. B. Landkreisen) angehören würden. Hier ist also eine Zuordnung der umliegenden Orte zu einem Zentrum mit dem K-7-System realisiert. Die niedrigeren Orte liegen zur Gänze in einem Sechseck, in dessen Zentrum der höherwertige zentrale Ort angesiedelt ist (siehe obere Abbildung).
Hier ist der Wirkungsbereich auf sechs umliegende komplette niedrige Zentren und das eigene niedrige Zentrum ausgedehnt, daher „k=7“ (6+1=7).

## Anwendung
Christallers Theorie war in seinem Ursprungswerk ausschließlich analytisch, wurde jedoch bald nach Erscheinen – auch mit seiner Mithilfe – als normatives Konzept und Modell in der räumlichen Planung eingesetzt. Im NS-Staat wurde sie von der Reichsarbeitsgemeinschaft für Raumforschung für die Raumplanung herangezogen. Christaller selbst trat 1940 in die NSDAP ein und war von 1940 bis 1945 Mitarbeiter im Amt Planung und Boden im Stabshauptamt des Reichskommissars für die Festigung des deutschen Volkstums, das die Registrierung des Grund und Bodens im besetzten Polen sowie die Sicherstellung des ehemaligen polnischen und jüdischen Besitzes regelte. Er bearbeitete in diesem Zusammenhang die Siedlungsplanung in einzelnen Gebieten („Warthegau“ und Bezirk Bialystok), in denen er sein Modell der zentralen Orte durchsetzte. Christaller pries das Modell der zentralen Orte als Umsetzung des „Führerprinzips“ in der Raumordnung.
Diese Vorgeschichte verhinderte jedoch nicht die Übernahme des Modells in das Instrumentarium der Raumplanung vieler demokratischer und wohlfahrtsstaatlicher Staaten auf mehreren Kontinenten in der Nachkriegszeit.

### Bundesrepublik Deutschland
So wurde das Konzept der Zentralen Orte in der Raumordnung der Bundesrepublik Deutschland seit den 1950er Jahren insbesondere auf Landesebene und in der Rahmen- bzw. später konkurrierenden Gesetzgebung des Bundes verankert. Das Raumordnungsgesetz (ROG) von 1965 sowie in seiner Fassung von 2008 fordert in den Grundsätzen der Raumordnung unter anderem die räumliche Konzentration der Siedlungstätigkeit auf ein System leistungsfähiger zentraler Orte im Rahmen einer dezentralen Siedlungsstruktur (§ 2 Abs. 2 Nr. 2 ROG). Die Länder stellen eigene Landesplanungsgesetze sowie Landesentwicklungsprogramme und Landesentwicklungspläne auf, mit denen sie beabsichtigen, ihren Raum entsprechend dieser Grundkonzeption zu strukturieren, zu entwickeln und zu fördern.
Vielfach haben die Länder bei der Gestaltung ihres Systems leistungsfähiger zentraler Orte eine Einstufung ihrer Gemeinden in Ober-, Mittel- und Unterzentren mit entsprechenden Versorgungs- oder Verflechtungsbereichen (z. B. Nah-, Mittel- und Oberbereiche) vorgesehen, die unterschiedliche Mindeststandards der Versorgung und Ausstattung erfüllen sollen. Hierbei gilt in der Regel:
Unterzentren (Grund- oder Kleinzentren)
dienen der Deckung der „Grundversorgung“ (insbesondere des kurzfristigen bzw. täglichen Bedarfs),
Mittelzentren
dienen der Deckung der „Grundversorgung“ und des mittelfristigen bzw. „gehobenen“, periodischen Bedarfs,
Oberzentren
dienen der Deckung der „Grundversorgung“, des langfristigen, d. h. „gehobenen“ sowie des „spezialisierten, höheren“ episodischen Bedarfs.
Ein Oberzentrum ist mit seinen mittleren und niedrigen Diensten und Gütern auch Mittel- und Unterzentrum, ein Mittelzentrum auch Unterzentrum. Dabei schrumpft aber der Einzugsbereich entsprechend der Nachfrage. Die hochwertigen Güter und Dienste werden aber entsprechend weniger nachgefragt.
Beispielsweise dürfte jedem Unterzentrum eine Grundschule zuzuordnen sein. Der Einzugsbereich der Grundschule ist örtlich (Nahbereich als Versorgungs- oder Verflechtungsbereich). Ein Gymnasium, das weniger oft nachgefragt wird, entspricht den zentralörtlichen Funktionen eines Mittelzentrums und hat im Regelfall einen entsprechend größeren Einzugsbereich (Mittelbereich mit mehreren Unterzentren). Eine Universität entspricht den zentralörtlichen Funktionen eines Oberzentrums, wird noch weniger häufig nachgefragt als ein Gymnasium und hat einen noch größeren Einzugsbereich (Oberbereich als Versorgungs- bzw. Verflechtungsbereich oder Ergänzungsgebiet), welcher im Idealfall über das Gebiet mehrerer Unter- und Mittelzentren reicht.

## Kritik an der Anwendung
Dass dieses Beispiel im Falle der Oberzentren nicht mit dem realen Nachfrageverhalten übereinstimmt, zeigt die Tatsache, dass die Personen mit Hochschulreife ihre Universität im Regelfall nicht nach dem System zentraler Orte aussuchen, sondern nach anderen, typischerweise persönlichen Auswahlkriterien. Auch bei anderen zentralörtlichen Einrichtungen lässt sich feststellen, dass das reale Nachfrageverhalten nicht dem System zentraler Orte entspricht. Unter anderem aus diesem Grund wird das System zentraler Orte in den Raumwissenschaften und im Bereich des Raumordnungsrechts zunehmend in Frage gestellt.
Es besteht zudem kein verbindlicher und in allen Ländern gleicher Katalog, welche zentralörtlichen Einrichtungen welchen zentralörtlichen Ausstattungsmerkmalen der jeweiligen Versorgungs- bzw. Bedarfsstufe zuzuordnen sind. Ebenfalls ist nicht verbindlich geregelt, ab welcher Ausstattungsdichte eine Mindestversorgung gewährleistet bzw. gefährdet ist. Die geringe Dichte, Aussageschärfe und Verbindlichkeit der hierzu erlassenen Vorschriften haben die Umsetzung in die Bauleitplanung der Gemeinden daher bislang häufig beeinträchtigt. Da das Raumordnungsgesetz für verbindliche Ziele der Raumordnung jedoch eine Bestimmtheit bzw. Bestimmbarkeit (Normklarheit) für die planenden Gemeinden (Normadressaten) verlangt (§ 3 Abs. 1 Nr. 2 Raumordnungsgesetz), erreichten die entsprechenden Vorschriften nur die Rechtsverbindlichkeit eines Grundsatzes der Raumordnung (§ 3 Abs. 1 Nr. 3 Raumordnungsgesetz), der von der Gemeinde im Rahmen ihrer bauleitplanerischen Abwägung (Planungsermessen) überwunden werden kann.
Auch die aktuelle Siedlungsentwicklung entfernt sich aufgrund neuer Entwicklungen (Suburbanisierung, Telearbeit, Just-in-time-Produktion, Lieferdienste, staatliche Förderung von Gütertransport, Mobilität, Lebensstile und Konsumgewohnheiten der Verbraucher) immer mehr von den modellhaften Vorstellungen Christallers. Das System der zentralen Orte in der Raumplanung verliert deshalb zunehmend den Anwendungsbezug und somit an Bedeutung. Auch wird die empirische Überprüfung der Ausstattung von Orten mit zentralen Gütern zunehmend schwieriger.
Als ein Beispiel für die zunehmende Entkoppelung der Anbieterstandorte von Städten entsprechender Hierarchiestufe können große Möbelhändler (zum Beispiel IKEA) dienen. Möbel als Warenangebot mit einer episodischen Nachfrage müssen nicht mehr zwangsläufig in einem großen Ort oder einer großen Stadt angeboten werden, sondern liegen häufig auf der sprichwörtlichen „grünen Wiese“. Die Priorität der Anbieter hat sich eindeutig zugunsten der Erreichbarkeit für den Kunden- und den Lieferantenverkehr verlagert: Bevorzugt werden große, gut erschlossene Gewerbestandorte in unmittelbarer Nähe einer Autobahn. Empirische Studien haben ergeben, dass Möbelkunden Standorte bis zu einer PKW-Wegezeit von rund einer Stunde in Kauf nehmen.
Ein weiteres Problem bei der Anwendung des Systems zentraler Orte ergibt sich in polyzentrischen Agglomerationen wie dem Ruhrgebiet. Dessen Entwicklungsprozesse und Siedlungsstrukturen sind mit dem Modell Christallers nicht zu erklären, weil der idealtypische Raum und die typischen Marktbedingungen, die Christaller als Grundannahmen für die Anwendung seiner Theorie voraussetzt, hier nicht vorgelegen haben. Im Ruhrgebiet wurden die Siedlungs- und Zentrenstrukturen spezifisch durch einen Industrialisierungsprozess geprägt, der zu wesentlichen Teilen darauf ausgerichtet war, Bodenschätze industriell zu nutzen sowie industriell erforderliche Betriebs- und Infrastrukturen anzulegen. Die in einem solchen Prozess wirkenden Marktkräfte und Standortbedingungen hat Christaller nicht erforscht und erklärt.
Die Anwendung eines konventionellen Systems zentraler Orte in der Raumordnung ist bei Siedlungs- und Zentrenstrukturen, wie sie das Ruhrgebiet als Ballungsraum prägen, ein erhebliches Problem, weil das für atypische Räume ursprünglich nicht gedachte System der zentralen Orte ständig mit den in atypischen Räumen wirkenden Markt- und Standortbedingungen in Konflikt gerät. Hinzu kommt, dass das System zentraler Orte infolge geringer Dichte, Aussageschärfe und Verbindlichkeit der hierzu entwickelten raumordnungsrechtlichen Vorschriften der Länder häufig nicht auf die Bauleitplanung der Gemeinden durchgreifen kann.
Empirisch-analytisch ist die von Christaller genutzte Telefonmethode nicht mehr aussagekräftig. In begrenztem Umfang lässt sich die faktische Bedeutung eines Zentrums  über die Einzelhandelszentralität ableiten. Über die anderen Aspekte der Zentralität (z. B. zur Zentralität der Verkehrs-, Kultur-, Bildungs- und Dienstleistungseinrichtungen) lässt diese Zentralitätskennziffer keine direkten Schlüsse zu.